# Gustaf Adolf Lysholm
Gustaf Adolf Lysholm, född den 10 mars 1909 i Stockholm, död den 28 april 1989 i Johannes, Stockholms stad, var en svensk författare.
Lysholm var son till en biografägare och arbetade som servitör, bland annat på restaurangen Östra station.